# 데인저 마우스 (음악가)
브라이언 조지프 버턴(Brian Joseph Burton, 1977년 7월 29일 ~ )은 데인저 마우스(Danger Mouse)라는 예명으로 잘 알려진 미국의 음악 프로듀서이다.